# Mohamed Abdelwahab
Pour les articles homonymes, voir Abdelwahab.
Ne doit pas être confondu avec Mohammed Abdel Wahab ou Mohammed ben Abdelwahhab.
Mohamed Abdelwahab est un footballeur égyptien, né le 1er octobre 1983 à Fayoum et mort le 31 août 2006 dans un hôpital du Caire.

## Biographie
Avec Al Ahly SC, il est champion d'Égypte à deux reprises et remporte la Ligue des champions de la CAF en 2005. 
Avec l'équipe d'Égypte, il remporte la Coupe d'Afrique des nations en 2006.
Le 31 août 2006, il meurt d'une crise cardiaque, alors qu'il s'entraîne avec son club d'Al Ahly SC,.

## Carrière
- 2003-2004 :  ENPPI Club
- 2004-2006 :  Al Ahly SC

## Palmarès
- Vainqueur de la CAN 2006 avec l'Égypte
- Vainqueur de la Ligue des Champions de la CAF en 2005 avec Al Ahly SC
- Champion d'Égypte en 2005 et 2006 avec Al Ahly SC